# Марио Еваристо
Марино „Марио” Еваристо (шп. Mario Evaristo; Буенос Ајрес, 10. децембар 1908 — Килмес, 30. април 1993) био је аргентински фудбалер који је играо за фудбалску репрезентацију Аргентине. Био је члан аргентинске репрезентације на Светском купу 1930. и са својим старијим братом Хуаном, постали су први сродници који су се појавили у финалу Светског првенства у фудбалу.
Еваристо је крштен као Марино, али је касније променио име у Марио. Играо је за Спортиво Палермо, Атлетико Индепендијенте и Бока Јуниорс у Аргентини, био је део тима Бока који је победио у Првој лиги Аргентине 1931. године (први професионални шампиони Аргентине).
Касније у каријери преселио се у Европу, где је играо у Ђенови у Италији, и за Ницу и Антиб у Француској.
С братом Хуаном био је задужен за омладинске академије Боке више од 30 година.

## Трофеји
ФК Бока Јуниорс
- Прва лига Аргентине: 1926, 1930, 1931
- Копа Естимуло: 1926

Спортиво Баракас
- Аматерско првенство АААФ: 1932

## Репрезентативни голови
| #  | Датум             | Место одржавања                            | Противник | Резултат | Резултат | Такмичење             |
| -- | ----------------- | ------------------------------------------ | --------- | -------- | -------- | --------------------- |
| 1. | 10. новембра 1929 | Естадио Гасометро, Буенос Ајрес, Аргентина | Парагвај  | 1:0      | 4:1      | 1929. Копа Америка    |
| 2  | 22. јула 1930     | Естадио Центенарио, Монтевидео, Уругвај    | Чиле      | 3:1      | 3:1      | 1930 ФИФА Светски куп |